# The Ultimate Fighter: American Top Team vs. Blackzilians Finale
The Ultimate Fighter: American Top Team vs. Blackzilians Finale è stato un evento di arti marziali miste tenuto dalla Ultimate Fighting Championship svolto il 12 luglio 2015 all'MGM Grand Garden Arena di Las Vegas, Stati Uniti.

## Retroscena
L'evento doveva essere inizialmente organizzato nel sud della Florida. Tuttavia, il 15 maggio, la UFC decise di spostarlo all'MGM Grand Garden Arena di Las Vegas, Stati Uniti.
Nel main event doveva svolgersi l'incontro dei pesi leggeri tra l'ex campione dei pesi leggeri UFC e WEC Benson Henderson e Michael Johnson. Successivamente il match venne cancellato e sostituito da un altro incontro dei pesi welter tra Jake Ellenberger e Stephen Thompson.
Come co-main event si tenne la finale del reality show The Ultimate Fighter, dove si sfidarono i Blackzilians e l'American Top Team.
Màrcio Alexandre Jr. doveva affrontare George Sullivan. Tuttavia, Alexandre venne rimosso dall'incontro una settimana prima dell'evento a causa di un infortunio alle costole; al suo posto venne inserito il nuovo arrivato Dominic Waters.
Maximo Blanco superò il limite massimo di peso della sua categoria, pesando 67,35 kg. In seguito non tentò nuovamente di scendere di peso e venne penalizzato con la detrazione del 20% del suo stipendio.
Durante l'evento venne annunciata, dal presidente Dana White, la ventiduesima stagione del reality show The Ultimate Fighter dove si scontreranno, nella categoria dei pesi leggeri, 8 statunitensi guidati da Urijah Faber e 8 europei guidati da Conor McGregor. I due coach non si sfideranno a fine stagione.

## Risultati
|                                           | Divisione              |                   |                 |                  | Metodo                                    | Round           | Tempo           | Premio          |
| Card Principale                           | Card Principale        | Card Principale   | Card Principale | Card Principale  | Card Principale                           | Card Principale | Card Principale | Card Principale |
| ----------------------------------------- | ---------------------- | ----------------- | --------------- | ---------------- | ----------------------------------------- | --------------- | --------------- | --------------- |
|                                           | Pesi Welter            | Stephen Thompson  | batte           | Jake Ellenberger | KO (calcio girato e pugni)                | 1               | 4:29            | POTN            |
| Finale del torneo The Ultimate Fighter 21 | Pesi Welter            | Kamaru Usman      | batte           | Hayder Hassan    | Sottomissione (triangolo di braccio)      | 2               | 1:19            | POTN            |
|                                           | Pesi Welter            | Michael Graves    | batte           | Vicente Luque    | Decisione unanime (29-28, 29-28, 29-28)   | 3               | 5:00            |                 |
|                                           | Pesi Welter            | Jorge Masvidal    | batte           | Cézar Ferreira   | KO (gomitata e pugni)                     | 1               | 4:22            | POTN            |
|                                           | Pesi Paglia (F)        | Michelle Waterson | batte           | Angela Magana    | Sottomissione (rear-naked choke)          | 3               | 2:38            |                 |
|                                           | Catchweight (67.35 kg) | Maximo Blanco     | batte           | Mike De La Torre | KO Tecnico (pugni)                        | 1               | 0:16            |                 |
| Card Preliminare                          |                        |                   |                 |                  |                                           |                 |                 |                 |
|                                           | Pesi Medi              | Josh Samman       | batte           | Caio Magalhaes   | Sottomissione (rear-naked choke)          | 1               | 2:52            | POTN            |
|                                           | Pesi Gallo             | Jerrod Sanders    | batte           | Russell Doane    | Decisione unanime (29-28, 30-27, 29-28)   | 3               | 5:00            |                 |
|                                           | Pesi Medi              | Trevor Smith      | batte           | Dan Miller       | Decisione unanime (30-25, 30-25, 30-26)   | 3               | 5:00            |                 |
|                                           | Pesi Welter            | George Sullivan   | batte           | Dominic Waters   | Decisione unanime (29-27, 30-25, 29-28)   | 3               | 5:00            |                 |
|                                           | Pesi Mosca             | Willie Gates      | batte           | Darrell Montague | KO Tecnico (ginocchiate al corpo e colpi) | 1               | 1:36            |                 |

## Premi
I lottatori premiati ricevettero un bonus di 50.000 dollari.
Legenda:
- POTN: Performance of the Night (viene premiato il vincitore per la migliore performance dell'evento)

## Incontri Annullati
|  | Divisione    |                  |        |                      | Motivo                       |
|  | ------------ | ---------------- | ------ | -------------------- | ---------------------------- |
|  | Pesi Leggeri | Benson Henderson | contro | Michael Johnson      | L'incontro venne cancellato  |
|  | Pesi Welter  | George Sullivan  | contro | Màrcio Alexandre Jr. | Alexandre subì un infortunio |